# Korai porhanyósgomba
A korai porhanyósgomba (Psathyrella spadiceogrisea) a porhanyósgombafélék családjába tartozó, Európában és Észak-Amerikában honos, lombos erdőkben, ligetekben él. Étkezési értéke ismeretlen, így Magyarországon nem ehetőnek tekintett gombafaj. Egyéb elnevezései: barnásszürke porhanyósgomba, keskenylemezű porhanyósgomba.

## Megjelenése
A korai porhanyósgomba kalapja 2–8 cm széles, alakja domború, szélesen kúpos vagy szélesen harangszerű; idősen közel laposan kiterül. Felülete csupasz, széle nedves időben áttetszően bordás, fiatalon szálas, múlékony vélummaradványokkal. Színwe sárgás-, okkeres- vagy mogyoróbarna, idősen gyakran szürkésbarnára változik. Erősen higrofán, nedvesen sötétebb árnyalatú, 
szárazon homokszínűre vagy szürkésbézsre fakul.
Húsa vékony, törékeny, barnás színű. Íze és szaga nem jellegzetes.
Lemezei szélesen tönkhöz nőttek. Színük fiatalon halványbarna, majd a spórák érésével sötétbarnák lesznek. A lemezélek a cisztídiumok miatt fehéren kihúzottak.
Tönkje 4–12 cm magas és max. 1 cm vastag. Alakja egyenletesen hengeres, törékeny. Színe fehéres, nyomásra ritkán sárgul. Felülete fiatalon fehéren szálazott, később lecsupaszodik, néha kissé gyökerezik.
Spórapora sötétbarna, bíboros árnyalattal. Spórája ellipszoid, sima, mérete 6-10 x 3-5,5 µm.

### Hasonló fajok
Hasonlít hozzá a fehér porhanyósgomba, a barna porhanyósgomba, esetleg a mérgező tavaszi döggombával lehet összetéveszteni.

## Elterjedése és termőhelye
Európában és Észak-Amerikában honos. Magyarországon gyakori.
Lomberdőben, ligetes területeken, parkokban található meg egyesével, kisebb csoportban vagy akár seregesen. Áprilistól júniusig terem.
Ehető, de nem túl ízletes és könnyen összetéveszthető más fajokkal.

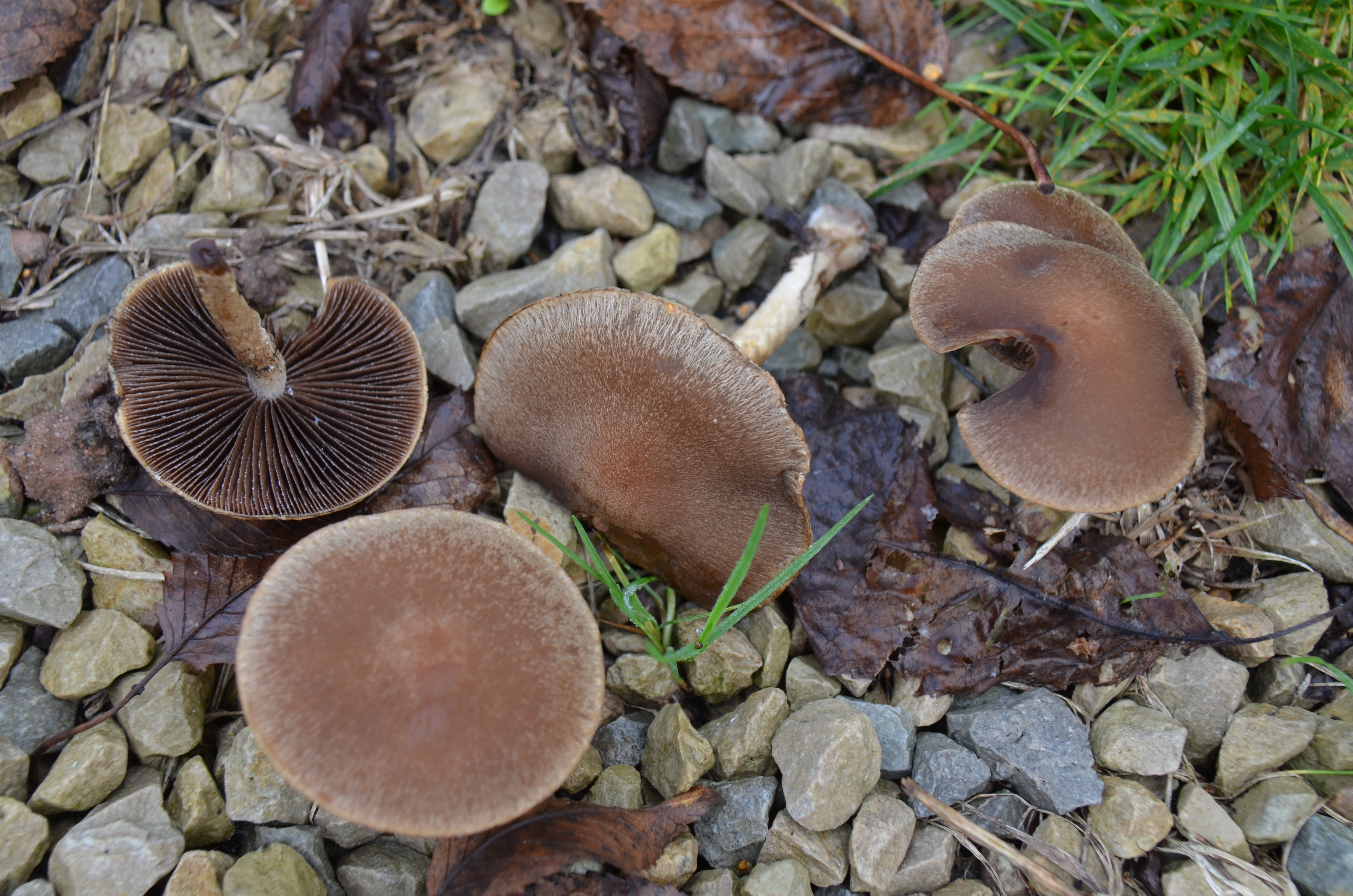
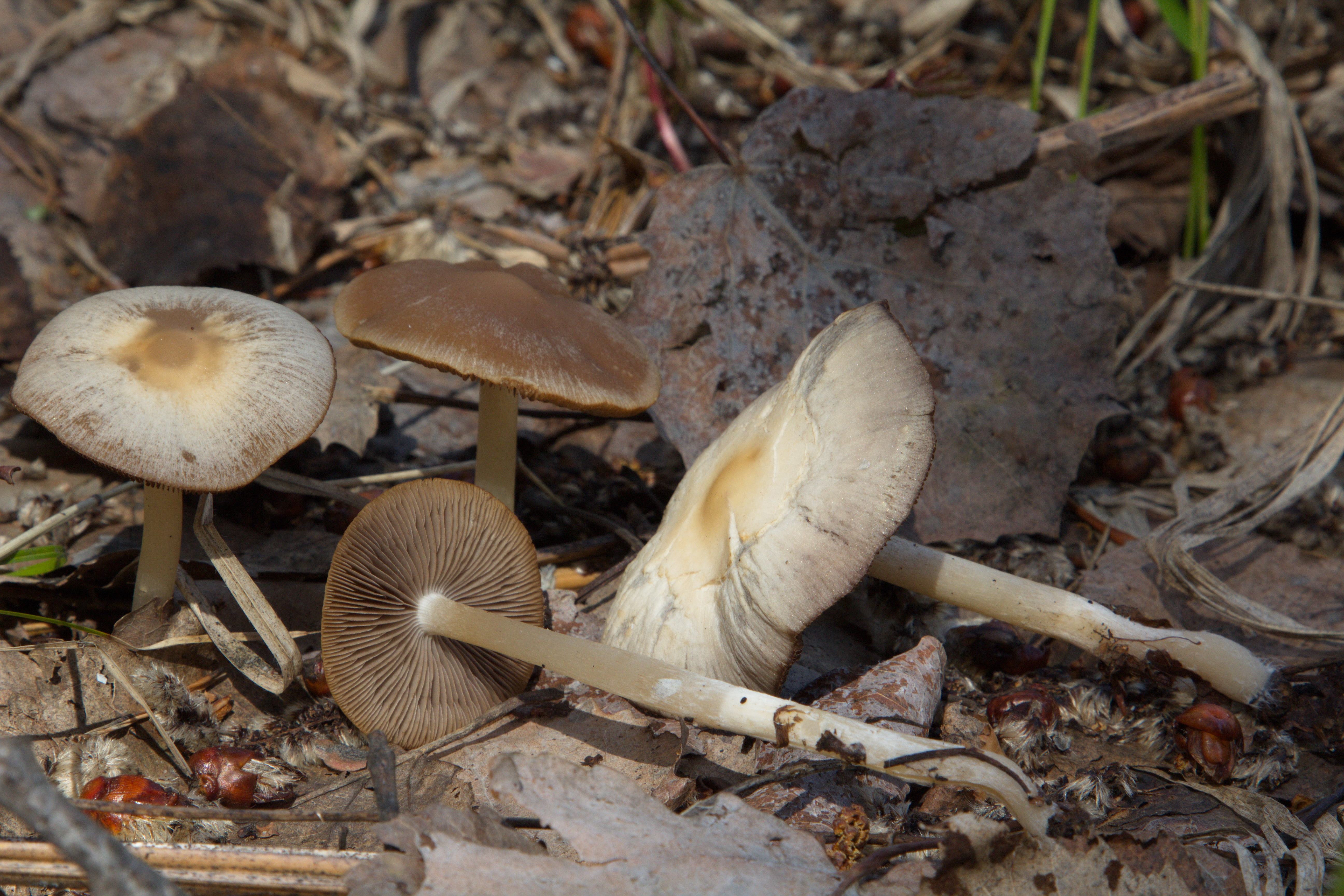
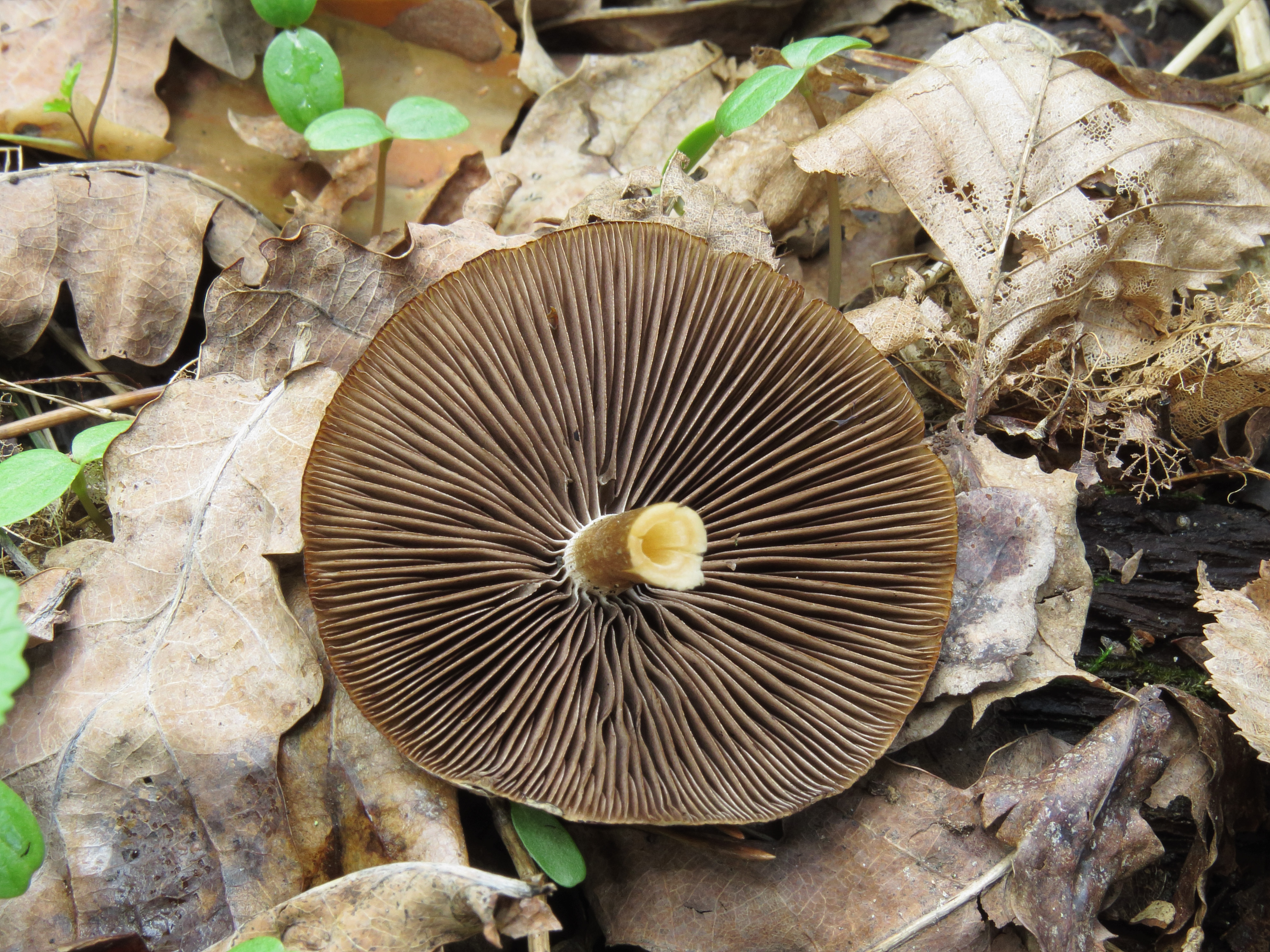
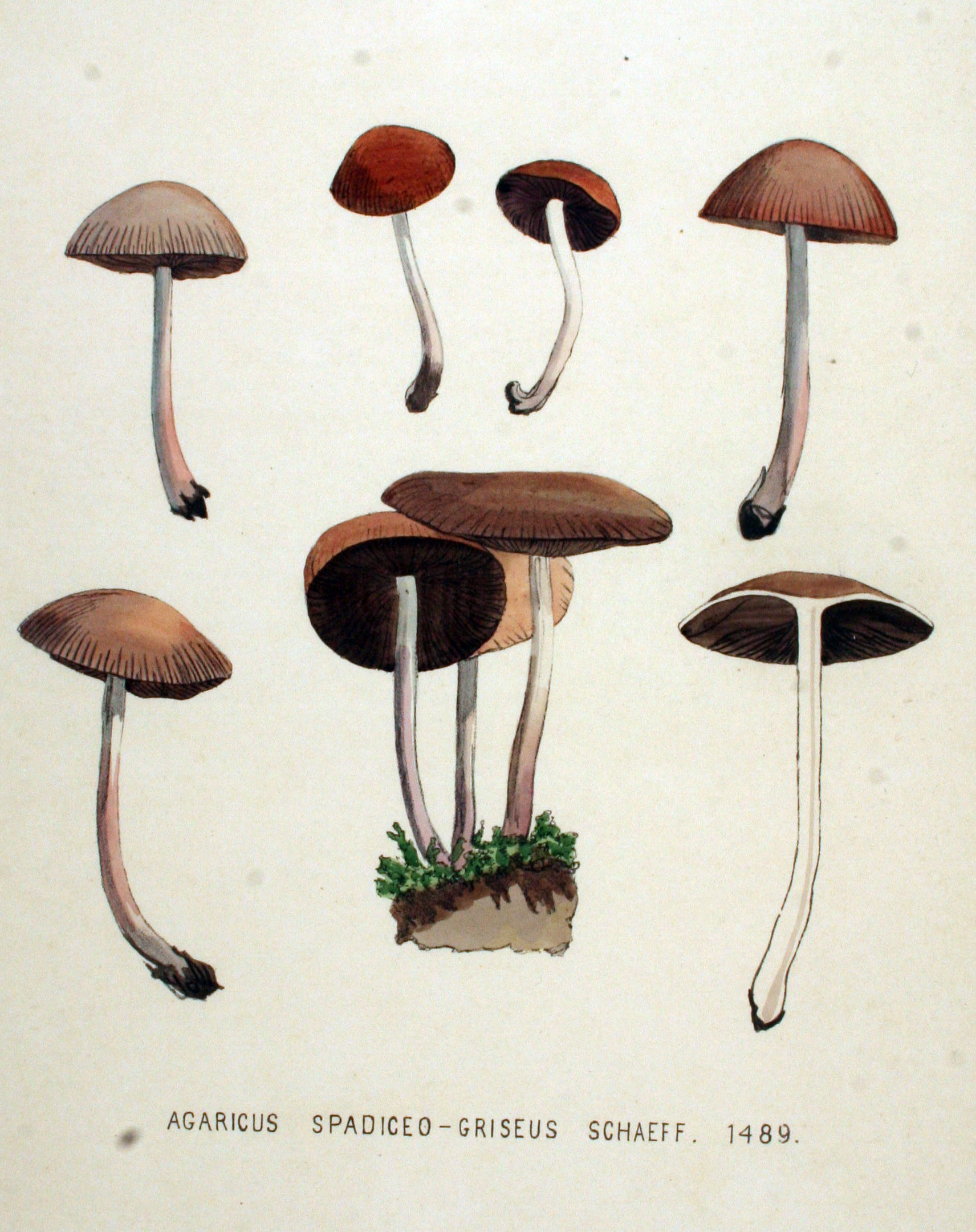